# Сергий (генерал)
Вижте пояснителната страница за други личности с името Сергий.
Сергий (Sergius) e генерал на Византия през 6 век.
През 544 г. Сергий е magister militum per Africam. Отива в Африка и сменя генерал Соломон. Участва в битките против маврите. През 545 г. участва в побеждаването на бунтуващия се Стотзас в Мавритания заедно с Ареобинд. Остава в Африка до 546 г.